# 명주달팽이
명주달팽이는 유폐류의 달팽이에 속하는 복족류의 일종이다. 육지에 살고, 가장 흔한 달팽이중의 하나며, 눈과 눈줄기는 검다. 껍데기는 황토색 바탕에 갈색 무늬가 있는 것이 흔하며 자세히 보면 안에서 심장이 뛰는 것을 볼 수 있다. 아프리카왕달팽이와 함께 가장 인기있는 반려 달팽이다. 똥을 누는데 똥의 색깔은 먹은 음식의 색깔과 비슷하다. 또한,덥거나 건조한 날에는 각구에 얇은 막을 쳐 수분의 증발을 막는다.
명주 달팽이의 대표적인 먹이로는 상추,배추,애호박 등이 있고 그외의 여러 식물들을 잘먹는다.
명주 달팽이의 수명은 약1년이다.
적정온도:22~29도
적정습도:75%~95%

## 번식
명주달팽이는 주로 한번에 50~100개 정도의 알을 낳는다. 번식할때가 다가오면 생식기가 오른쪽 목부분에 튀어나오게되는데, 생식기를 뻗어서 정자를 교환한다. 자웅동체라 두마리가 다 알을낳는다. 축축한 흙을 파서 안에 알을 낳는다. 산란후 약 한달 후 부화를 하게 되는데, 기온이 낮으면 40일 정도도 걸린다. 알에서는 어미와 똑같이 생긴 조그마한 달팽이가 나온다. 새끼달팽이는 몸이 커질때까지 부드러운 잎, 꽃잎 등을 먹는다.

## 천적
명주달팽이의 천적들은 주로 곤충류다. 명주달팽이에게 가장 큰 천적은 딱정벌레들인데, 명주달팽이의 부드러운 살을 파먹는다. 반딧불이 애벌레도 달팽이를 먹는다. 그리고 딱정벌레의 애벌레마저 명주달팽이를 먹는다.
또한 인간도 명주달팽이의 천적이 될 수 있다. 새들도 달팽이의 껍질을 깨트려 속살을 먹고, 또한 거북이들도 껍질을 씹어 깨트린 후 먹는다. 이 외 맹그로브뱀(고양이눈뱀)과 달팽이뱀 등 뱀류와 황소개구리, 두꺼비, 개미 등이 달팽이의 대표적인 천적으로 알려져 있다.